# Wolfgang Nadvornik (Moderator)

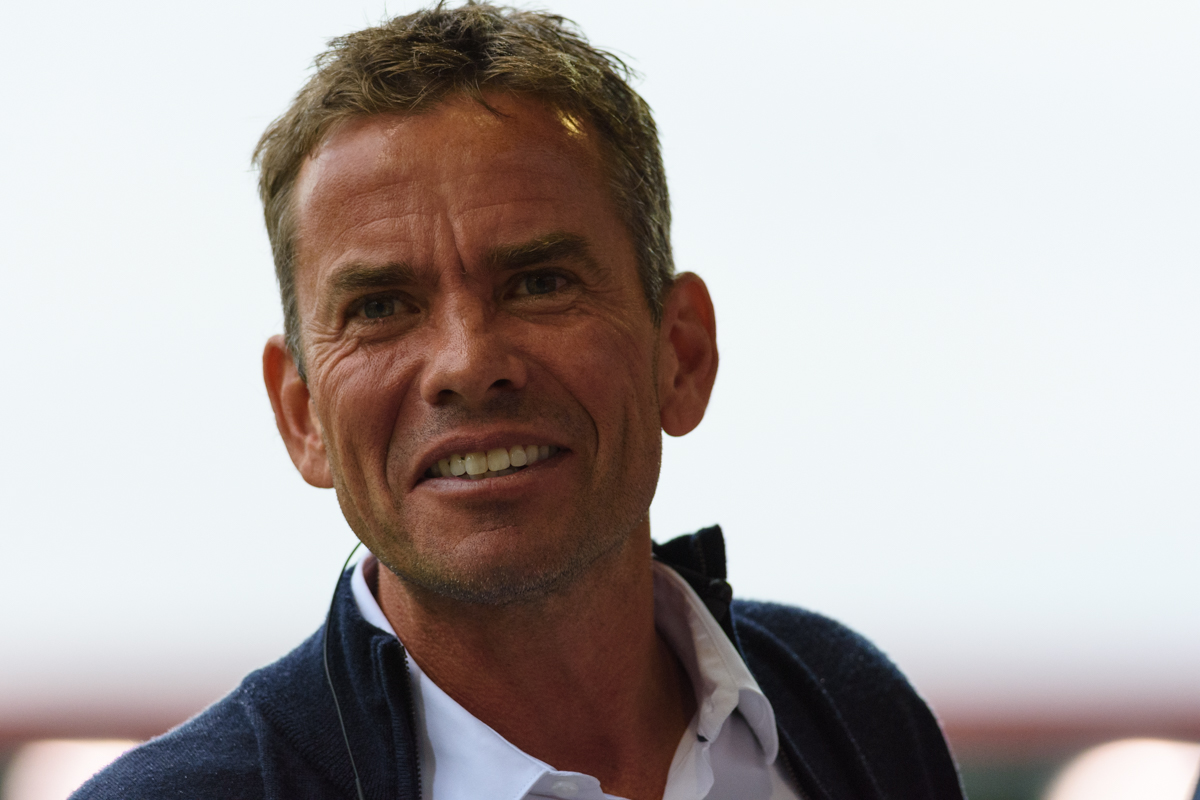
Wolfgang Nadvornik, August 2019

Wolfgang Nadvornik (* 19. Januar 1970 in Altötting) ist ein deutscher Sportjournalist und Fernsehmoderator. Bekannt wurde er durch die Moderation der Sendung Blickpunkt Sport im Fernsehprogramm des Bayerischen Rundfunks. Von 2002 bis Februar 2011 gehörte er dem Moderatorenteam der ARD-Sportschau an. Für das Erste Deutsche Fernsehen war er bei vier Olympischen Spielen und mehr als zehn Weltmeisterschaften als Moderator im Einsatz.

## Werdegang
Nadvornik wuchs in Waldkraiburg auf. Nach dem Besuch der dortigen Grundschule besuchte er bis zur 10. Klasse das humanistische Gymnasium in Gars am Inn. Nach einem einjährigen Auslandsaufenthalt in den USA kehrte er zurück und machte 1992 am Ruperti-Gymnasium in Mühldorf das Abitur. Nach einer einjährigen Tätigkeit als Tennislehrer folgte ein Engagement beim lokalen Hörfunk- und Fernsehsender Radio Inn-Salzach-Welle in Burgkirchen an der Alz und ISA-TV in Altötting, wo er auch volontierte. Dort machte er als Moderator von Jugendsendungen erstmals auf sich aufmerksam.
1995 nahm er ein Studium an der Bayerischen Akademie für Fernsehen (BAF) auf und begann parallel dazu, als freier Mitarbeiter in der Sportredaktion des Bayerischen Rundfunks zu arbeiten. Bereits 1996 gehörte Nadvornik zum festen Moderatoren-Team des Bayerischen Rundfunks und präsentierte dessen Sportsendungen.
Seinen ersten überregionalen Auftritt im Fernsehen hatte Nadvornik 1998 im ARD-Mittagsmagazin, wo er bis 2011 regelmäßig den Sportblock moderierte. Ab 2001 war er in dieser Funktion auch in der Tagesschau und in den Tagesthemen zu sehen. Im selben Jahr wurde er einer der Moderatoren von Blickpunkt Sport, der wöchentlichen Kult-Sportsendung des Bayerischen Fernsehens.
Im Jahr 2002 rückte er in das Moderatoren-Team der ARD-Sportschau auf und betreute dort alpine und nordische Wintersportarten und Leichtathletik. Bei den Olympischen Spielen in Salt Lake City 2002, Athen 2004, Turin 2006 und Vancouver 2010 war Nadvornik einer der ARD-Moderatoren. In Athen und Turin präsentierte er zusätzlich auch die Paralympics als Hauptmoderator. Nadvornik war lange Jahre Vizepräsident von Special Olympics Bayern.
Bei der Fußball-Weltmeisterschaft 2010 in Südafrika war Nadvornik Moderator im deutschen Quartier in Johannesburg. Nach den alpinen Skiweltmeisterschaften in Garmisch-Partenkirchen 2011, die er für die ARD moderierte, endete das Engagement beim Bayerischen Rundfunk. Anschließend arbeitete Nadvornik als Filmemacher und Moderator der Sendung Golftotal, die auf Sport1 ausgestrahlt wird und als Filmemacher für ServusTV. Seit 2017 arbeitet er freiberuflich als Moderator, Kommentator, Reporter und Filmemacher für Eurosport.
Während der Fußballbundesligasaison 2017/18 moderierte Nadvornik im Wechsel mit Marco Hagemann die Sendung Der kicker.tv Talk auf Eurosport, in der Saison 2018/19 die Nachfolgesendung Mann gegen Mann im Wechsel mit Anna Kraft. Seit den French Open 2018 gehört Nadvornik zum festen Kommentatorenteam der Tennisübertragungen bei Eurosport. Bei den Olympischen Spielen 2018 in Pyeongchang moderierte Nadvornik die alpinen Skiwettbewerbe.
Wolfgang Nadvornik war lange Jahre aktiver Handballer, Leichtathlet und Tennisspieler beim VfL Waldkraiburg. Neben seiner Fernsehtätigkeit arbeitet er seit 2014 bei SportScheckAllwetter in Unterföhring als Tennistrainer. Nadvornik besitzt eine deutsche, spanische und amerikanische Tennistrainer-Lizenz und konnte sich im Doppel Weltranglistenpunkte erspielen.

## Politisches Engagement
2020 wurde er von der CSU zum Bürgermeisterkandidaten für die Stadt Waldkraiburg aufgestellt.

## Persönliches
Wolfgang Nadvornik ist in zweiter Ehe mit Miruna verheiratet und hat drei Kinder.